# Mondriaanhuis
Het Mondriaanhuis is een museum in de Utrechtse stad Amersfoort over het leven en werk van kunstschilder Piet Mondriaan. Het Mondriaanhuis maakt met Museum Flehite, Kunsthal KAdE en Architectuurcentrum FASadE deel uit van de Stichting Amersfoort in C.

## Geschiedenis
Het museum bevindt zich in het geboortehuis van Mondriaan, gelegen in de historische binnenstad van Amersfoort. De jonge Mondriaan bracht hier zijn eerste acht levensjaren door. De dubbele woning huisvestte ook de net gestarte lagere school voor Christelijk-Nationaal Onderwijs, waarvan de vader van Mondriaan hoofdonderwijzer werd. Het woon- en schoolgedeelte zijn tijdens een restauratie weer samengevoegd tot een geheel. Van 1953 tot 1980 is het gebouw in gebruik geweest als kerk van de Gereformeerde Gemeenten in Nederland. Daarna raakte het pand aan de Kortegracht langzaamaan in verval, ondanks de status van rijksmonument. Op initiatief van architect Leo Heijdenrijk en diens echtgenote Cis werden er plannen gemaakt om het gebouw op te knappen en er een museum te vestigen. In 1994 opende het Mondriaanhuis de deuren voor het publiek. Met op de benedenverdieping een permanente presentatie van het vroege werk van Mondriaan en diens verdere levensloop. De bovenetage van het museum bood tijdelijke tentoonstellingen van kunstenaars wier werk is beïnvloed door het gedachtegoed van Mondriaan. Eind 2016 onderging het Mondriaanhuis een ingrijpende herinrichting.

## Expositie

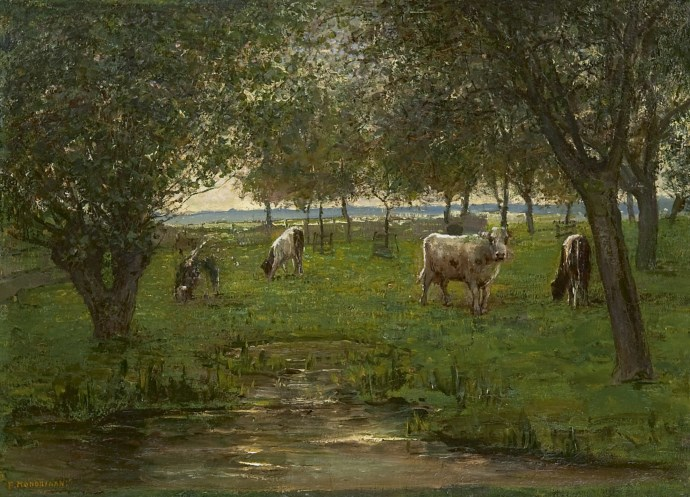
Grazende kalfjes van Piet Mondriaan, bruikleen

Sinds de heropening in maart 2017 staat het museum volledig in het teken van Piet Mondriaan. Daarbij wordt onder meer gebruik gemaakt van audiovisuele technieken, zoals video-installaties. Zo trekt de artistieke ontwikkeling van de kunstenaar voorbij en ziet de bezoeker hoe Mondriaans werk geleidelijk veranderde van realistische landschappen, naar luministische taferelen tot de vooruitstrevende abstracte composities met de lijnen en vlakken in de primaire kleuren rood, geel en blauw. Inclusief de artistieke zoektocht die leidde tot de beroemde Victory Boogie Woogie. Bovendien wordt inzichtelijk welke invloed jazzmuziek, een grote passie van de Mondriaan, had op diens werk.
Verder kan een kijkje worden genomen in Mondriaans op ware grootte nagebouwde atelier uit zijn periode in Parijs. Ook toont het Mondriaanhuis een aantal naturalistische werken uit de beginperiode van de schilder. Deze landschappen en stadsgezichten zijn afkomstig uit de collectie Esser.